# Anglo-iranischer Vertrag (1919)
Der anglo-iranische Vertrag von 1919 wurde am 9. August 1919 von Vertretern der britischen und iranischen Regierung unterzeichnet. Der Vertrag sollte die Grundlage der Beziehungen zwischen dem Iran und dem Vereinigten Königreich neu regeln. Der Vertrag kam auf Initiative des britischen Außenministers Lord Curzon zu Stande. Die Vertragsverhandlungen erfolgten in der Hauptsache zwischen dem britischen Botschafter in Teheran Sir Percy Cox und dem Premierminister Irans Hassan Vosough, Finanzminister Akbar Mas'oud und Justizminister und später Außenminister Firuz Nosratdoleh.

## Inhalt
In dem Vertrag wurde Iran die vollständige territoriale Integrität zugesichert. Die britische Regierung verpflichtete sich der iranischen Regierung gegenüber
- jeden gewünschten Experten als Berater für das Schatzamt sowie für jedes andere Ministerium zur Verfügung zu stellen.
- britische Offiziere als Militärberater zur Reorganisation der iranischen Streitkräfte in den Iran zu entsenden. Geplant war eine Zusammenführung der bereits von britischen Offizieren befehligten South Persian Rifles und der unter iranischem Kommando stehenden persischen Kosakenbrigade. Der neuen iranischen Armee sollte Munition und Waffen aus britischen Beständen zur Verfügung gestellt werden.
- britische Zollexperten in den Iran zu entsenden, die die iranischen Zolltarife überarbeiten sollten.
- britische Ingenieure in den Iran zu entsenden, die den Bau von Eisenbahnen und Überlandstraßen planen und durchführen würden.
- ein Darlehen von 2 Millionen britischen Pfund zum Zinssatz von 7 % zur Verfügung zu stellen. Im Gegenzug würden Zolleinnahmen und ein Teil der Steuern für Zinsen und Tilgung direkt an die britische Imperial Bank of Persia in Teheran abgeführt werden.

In zwei dem Vertrag beigefügten Schreiben, adressiert an die iranische Regierung, versicherte die britische Regierung, dass bestehende Verträge aus früheren Jahren, die Iran neu zu fassen wünscht, verhandelt werden könnten, dass die diplomatische Immunität britischer Staatsangehöriger, wenn sie keine Diplomaten sind, in Zukunft unter Berücksichtigung der Sicherheitsinteressen der Betroffenen aufgehoben werden könne, und dass die britische Regierung bei der Frage der iranischen Grenzen in Bezug auf Türkisch-Kurdistan, der Türkei und Russisch-Aserbaidschan sowie Usbekistan die iranische Position unterstützen würde.
Der Vertrag sollte für unbestimmte Zeit gelten.

## Hintergrund
Der Architekt dieses Vertrages war Lord Curzon, der die Absicht verfolgte, Britisch-Indien sowie den Seeweg dorthin über den Suezkanal durch eine Kette von Satellitenstaaten, die vom Mittelmeer bis nach Indien reichen, zu sichern. Iran kam hierbei eine Schlüsselrolle zu. Die nach dem Zerfall des Osmanischen Reiches neu geschaffenen Mandatsgebiete Palästina (mit Transjordanien) und Mesopotamien befanden sich unter direkter britischer Kontrolle. Einzig Iran war noch weitgehend unabhängig und hätte zum Problem werden können. Hinzu kam, dass der 1907 mit Russland geschlossene Vertrag von Sankt Petersburg zur Sicherung der wirtschaftlichen Interessen der Briten im Iran nach dem Zusammenbruch des zaristischen Russlands hinfällig geworden war.
Curzon, der das Land als junger Mann von 1889 bis 1890 bereist und seine Eindrücke in einem Buch (Persia and the Persian Question) zusammengefasst hatte, kannte den Iran besser als jeder andere westliche Diplomat. Für Curzon war auch klar, dass die seit Januar 1919 in Paris tagende Friedenskonferenz den Briten keine Rechte im Iran einräumen würde. Der einzig gangbare Weg, die „persische Frage“ zu lösen, war ein bilateraler Vertrag zwischen dem Vereinigten Königreich und dem Iran.

## Vertragsschluss und Reaktionen
Ahmad Schah war von Beginn an gegen das Abkommen. Statt mit den Briten zu verhandeln, entsandte er gegen den Willen des Premierministers Vosough eine fünfköpfige Delegation nach Versailles zu den Friedensverhandlungen. Die Forderungen Irans bezogen sich hauptsächlich auf Reparationszahlungen, um einen Ausgleich für entstandene Kriegsschäden zu erhalten. Die geforderten Beträge waren recht bescheiden: So sollte Russland 1.000.000 Toman, die Türkei 500.000 Toman und Deutschland 20.000 Toman bezahlen, wobei damals 10.000 Toman etwa 3.500 britischen Pfund entsprach. Wider Erwarten wurde der iranischen Delegation die Teilnahme an der Konferenz verweigert. Der Leiter der Delegation, der damalige Außenminister Moshaver al Mamalek versuchte mehrfach vergeblich mit dem in Paris weilenden britischen Außenminister Arthur Balfour oder mit Lord Curzon in London zusammenzutreffen. Lord Curzon ließ ihm mitteilen, dass er weder ihn noch irgendein anderes Mitglied der iranischen Delegation empfangen werde, und dass niemand etwas für sie bei der Versailler Friedenskonferenz ausrichten könne. So reiste die Delegation unverrichteter Dinge wieder ab.
Ahmad Schah hatte in der Frage dieses Abkommens allerdings eine schwache Position. Um dem Wunsch der Briten, Hassan Vosough zum Premierminister zu ernennen, nachzukommen, hatte sich Ahmad Schah eine monatliche Zahlung von 5.000 britischen Pfund von der britischen Regierung zusichern lassen und ab August 1918 auch erhalten. Der britische Botschafter erklärte Ahmad Schah, dass man die Zahlungen sofort einstellen würde, wenn er sich weiter gegen das mit Vosough ausgehandelte Abkommen stellen würde. Dies zeigte Wirkung und Ahmad Schah gab seinen Widerstand auf. Vosough hatte für die Gefälligkeit, dass er das Amt übernimmt, von der britischen Regierung eine monatliche Zahlung von 350.000 Toman gefordert, „um die Regierungsarbeit finanziell zu unterstützen“. Auch diesen Zahlungen stimmte das britische Außenministerium zu. Am 11. April 1919 verlangten Premierminister Vosough, Finanzminister Akbar Mas'oud und Außenminister Firouz Firouz, die als Quasi-Triumvirat die Regierungsgeschäfte leiteten, 500.000 Toman „in bar und ohne weitere Fragen zu beantworten“. Der britische Botschafter konnte die Summe auf 400.000 Toman oder 131.000 britische Pfund herunterhandeln, dann wurde das Abkommen unterschrieben. Die Öffentlichkeit im Iran reagierte überwiegend ablehnend auf die Vertragsunterzeichnung. So lehnten von damals 26 in Teheran erscheinenden Zeitungen alle bis auf eine den Vertrag ab.
Gemäß der iranischen Verfassung musste allerdings das Parlament, die Madschlis, den Vertrag ratifizieren, damit es Rechtskraft erlangte. Die letzte Parlamentssitzung hatte 1915 stattgefunden, die letzte Parlamentswahl 1917. Wegen des Ersten Weltkriegs und der Besetzung des Landes durch britische und russische Truppen war das Parlament nicht zu seiner konstituierenden Sitzung zusammengetreten. Nach dem Kriegsende zögerten mehrere Regierungen die Einberufung der Madschlis hinaus, aus Furcht, die Abgeordneten nicht kontrollieren zu können. Solange es im Iran kein Parlament gab, konnte das Abkommen auch nicht in Kraft treten. 
Sowohl die britische wie die iranische Regierung hielten die parlamentarische Bestätigung des Abkommens für eine Formsache, die man erst einmal nicht weiter beachten müsse. Bei der Imperial Bank of Persia wurde ein Konto eröffnet, auf das das Darlehen von 2.000.000 britischen Pfund gut geschrieben wurde. Die Bestechungssumme von 131.000 Pfund wurde von dem Darlehenskonto abgebucht und an die Begünstigten ausgezahlt. Weitere Auszahlungen sollten nach der Bestätigung durch das Parlament vorgenommen werden. 
Ende 1919 machten in Teheran Gerüchte die Runde, Premierminister Vosough und Mitglieder seines Kabinetts wären von den Briten bestochen worden. Nachdem Vosough im Juni 1920 zurückgetreten war und Fathollah Akbar Sepahdar Premierminister wurde, erhielt dieser die Kopie einer Quittung über 131.000 britische Pfund, unterzeichnet von dem damaligen Finanzminister Akbar Mas'oud. Nachfragen bei der britischen Botschaft bestätigten, dass diese Summe an Premierminister Vosough und Finanzminister Akbar Mas'oud sowie Außenminister Firouz Firouz gezahlt worden sei.

## Weitere Entwicklungen
Nachdem nun klar war, dass das Abkommen durch Bestechung der damaligen iranische Regierung zu Stande gekommen war, forderten einige Abgeordnete des Parlaments ebenfalls „ihren Anteil“. Ahmad Schah, der inzwischen „aus gesundheitlichen Gründen“ nach Frankreich gefahren war, wollte sich gegen die Zahlung von 400.000 Toman für die Zustimmung des Abkommens beim iranischen Parlament verwenden. Die Briten drohten nun, die monatliche Zahlung der 350.000 Toman an die iranische Regierung einzustellen, wenn sie das Abkommen nicht endlich dem Parlament zur Abstimmung vorlegen würde. Darüber hinaus würden auch die monatlich aus London überwiesenen 100.000 Toman zur Finanzierung der persischen Kosakenbrigade nicht mehr gezahlt werden. Es half nichts, das Abkommen blieb in der Schublade der Regierung. Das Darlehen blieb weiter unangetastet.
Am Ende musste die britische Regierung erkennen, dass nachdem die Umstände des Zustandekommens des Abkommens bekannt geworden waren, kein iranischer Politiker sich dafür im Parlament einsetzen würde. Auch die zusätzliche Bereitstellung von Bestechungsgeldern würde nicht weiterhelfen. Das Abkommen hatte den bereits angeschlagenen Ruf Großbritanniens gründlich ruiniert. Im Februar 1921 erklärte der neue Premierminister Seyyed Zia al Din Tabatabai, dass sich die Umstände, unter denen das Abkommen ausgehandelt worden sei, inzwischen geändert hätten. Er plädierte dafür das Abkommen aufzuheben. Seyyed Zia ging noch einen Schritt weiter. Er fragte bei dem im Iran inzwischen legendären Amerikaner Morgan Shuster, der in den Tagen der konstitutionellen Revolution der damaligen Regierung als Schatzkanzler gedient hatte, an, ob er die Gründung einer Landwirtschaftsbank im Iran übernehmen wolle, die später die Aufgaben einer iranischen Nationalbank übernehme würde, und damit die britische Imperial Bank of Persia ablösen würde. Darüber hinaus wollte Seyyed Zia US-Techniker beim Ministerium für Post- und Telegrafie anstellen, was die britischen Interessen ebenfalls betroffen hätte, da die Indo-Europäische Telegrafenlinie, die durch den Iran führte, in britischem Besitz war. Lord Curzon telegrafierte an den britischen Botschafter in Teheran, er möge Seyyed Zia mitteilen, dass er strikt dagegen sei, dass die iranische Regierung amerikanische Berater einstelle. Da Seyyed Zia nur 100 Tage im Amt blieb, kam es nicht mehr zur Anstellung von Morgan Shuster. 
Spätestens im Juni 1921 wurde jedoch klar, dass alle Versuche, das Abkommen vom Parlament bestätigen zu lassen, endgültig gescheitert waren. Der Nachfolger von Seyyed Zia, Premierminister Ahmad Qavām, hatte seinen zukünftigen Botschafter für die USA beauftragt, der US-Regierung mitzuteilen, dass die iranische Regierung aufgrund der mangelnden Popularität des anglo-iranischen Abkommens von 1919 entscheiden hätte, keine britischen, sondern US-amerikanische Experten als Berater einzuladen, und dabei behilflich zu sein, eine eigene iranische Nationalbank zu gründen. Ferner wolle man in den USA ein Darlehen von $ 5 Millionen aufnehmen, das aus den Konzessionseinnahmen der APOC zurückgezahlt werden würde. Nun war es amtlich. Der anglo-iranische Vertrag von 1919 würde dem iranischen Parlament nicht zur Bestätigung vorgelegt werden. Das Abkommen war hinfällig geworden.